# Rubén Zepeda Novelo
Rubén Zepeda Novelo (Valladolid, Yucatán, 31 de enero de 1931-Ciudad de México, 15 de junio de 1974) fue un cantante y locutor mexicano.

## Biografía y carrera
Inició su carrera como locutor en la radiodifusoras de Mérida, la XEDA y la XEQOY. Siguió ya en la Ciudad de México en la XEX y en la XEQ. Posteriormente, fue animador en programas de la televisión, trabajando para Televisa.
Fue miembro de la Asociación Nacional de Locutores de México, y más tarde se convirtió en trovador de música mexicana, particularmente de la música de su solar nativo, Yucatán. Grabó discos a nivel profesional y fue presentador y animador de programas de televisión. También incursionó en el teatro de revista haciendo largas temporadas en el conocido Teatro Blanquita. Asimismo, hizo presentaciones de guitarra y segmento humorísticos en diversos cabarets de Ciudad de México.
En fecha desconocida, contrajo matrimonio con la actriz y cantante María Victoria, con quien procreó dos hijos; Rubén, y Alejandro.

### Muerte
El 15 de junio de 1974, Novelo falleció en Ciudad de México a los 43 años de edad.

## Discografía selecta
| Sello      | Título                                               | Año publicación | Pistas          |
| ---------- | ---------------------------------------------------- | --------------- | --------------- |
| Vik        | Rubén Zepeda Novelo con la Orquesta de Chucho Ferrer | 1960            | 12              |
| RCA        | México - Consejo Nacional de Turismo                 | 1969            | 2               |
| Discos GAS | La Trova Yucateca de Rubén Zepeda Novelo             | 1972            | 10 (3 popurrís) |